# 교문방정환도서관
교문방정환도서관은 경기도 구리시 소재의 도서관이다.

## 연혁
- 2010.04.27. 토평도서관 개관
- 2010.02.02. 인창동 작은도서관 개관

- 2008.08.06. 갈매동 작은도서관 개관
- 2008.02.21. 수택1동 작은도서관 개관
- 2008.02.20. 교문2동 작은도서관 개관

- 2007.05.15. ABC구리 열린도서관 설치 운영
- 2007.04.19. 거실을 서재로 운동 추진 개시

- 2005.07.26. 국회도서관과 학술정보 상호협력협정 체결
- 2005.04.28. 구리시행정기구설치조례 개편에 따라 구리시 체육관이 도서관과 분리되고 구리시립도서관(인창도서관, 교문도서관)으로 명칭 환원

- 2004.06.07. 국립 중앙 도서관 원문 DB 이용 협정 체결

- 2003.08.30. 시립도서관 홈페이지 구축 http://www.gurilib.go.kr
- 2003.08.30. 구리시 인창도서관 개관, 본관(인창도서관)과 분관(교문도서관)으로 명칭조정
- 2003.08.30. 구리시 인창도서관 준공

- 2001.02.01. 이동도서관 설치 운영

- 1996.07.11. 구리시체육관 건립에 따라 구리시립도서관과 조직통홥 구리시민수련관으로 명칭변경

- 1994.05.09. 구립시립도서관 개관
- 1994.04.23. 구립시립도서관 준공

## 시설현황
- 3층: 열람실
- 2층: 어린이자료실, 유아실, 종합정보자료실
- 1층: 일반자료실
- 지하1층: 멀티자료실

## 이용 안내
이용 시간
휴관일
- 정기휴관일: 매월 첫째, 셋째 금요일, 법정공휴일 (2016.7.1부터 변경), 개관기념일(5월 9일)
- 국경일, 정부에서 지정하는 공휴일
- 임시휴관일: 도서관의 장서점검 및 도서정리, 시설의 수리ㆍ정리등 기타 도서관장이 필요하다고 인정할 때